# Pin grid array

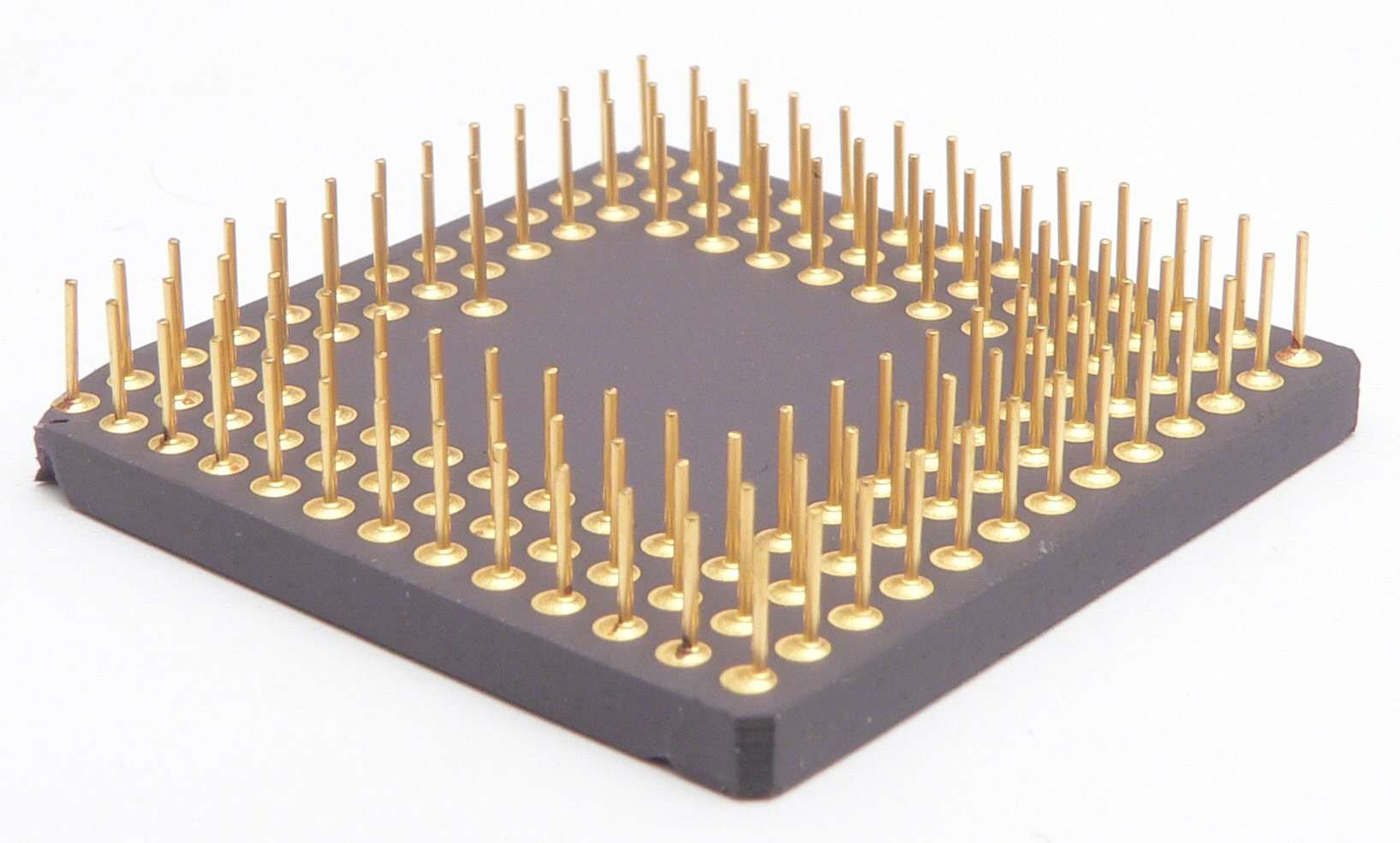
XC68020（モトローラ68020マイクロプロセッサのプロトタイプ）の底面にあるPin grid array

Pin grid array（ピン グリッド アレイ、PGA）はICのパッケージ形式の1つである。ほぼ正方形の本体と、その底面に金属製の短い接続端子である「ピン」を格子配列で多数備える。

## 概要
PGAは、底面に端子を持つためにDIPやQFPのようなパッケージ側面から端子を出す形状に比べて多くの接続端子が配置でき、CPUに代表される高機能なデジタル半導体用のパッケージとして開発された。
接続端子であるピンは、中央を避けて外周部に2列から5列程度に2.54mm（0.1インチ）や1.27mm（0.05インチ）など等間隔で規則的に配置されるものが多く、ピン数が多いものは中央にもピンが配置される。また、誤挿入防止のために意図的に対称性を乱した配置にされる。プリント基板への実装は、スルーホール実装によってあらかじめICソケットを基板に半田付けしておき、そのソケットにPGAを挿入する形式が一般的であるが、PGAのピンをじかに基板に挿して半田付けする方法もあり、また、強度を含めた信頼性の点で問題があるが、基板を貫通するスルーホールではなくピンの先だけを基板表面の銅箔パターンに半田付けする表面実装技術を流用する手法もある。

## 多様な形式

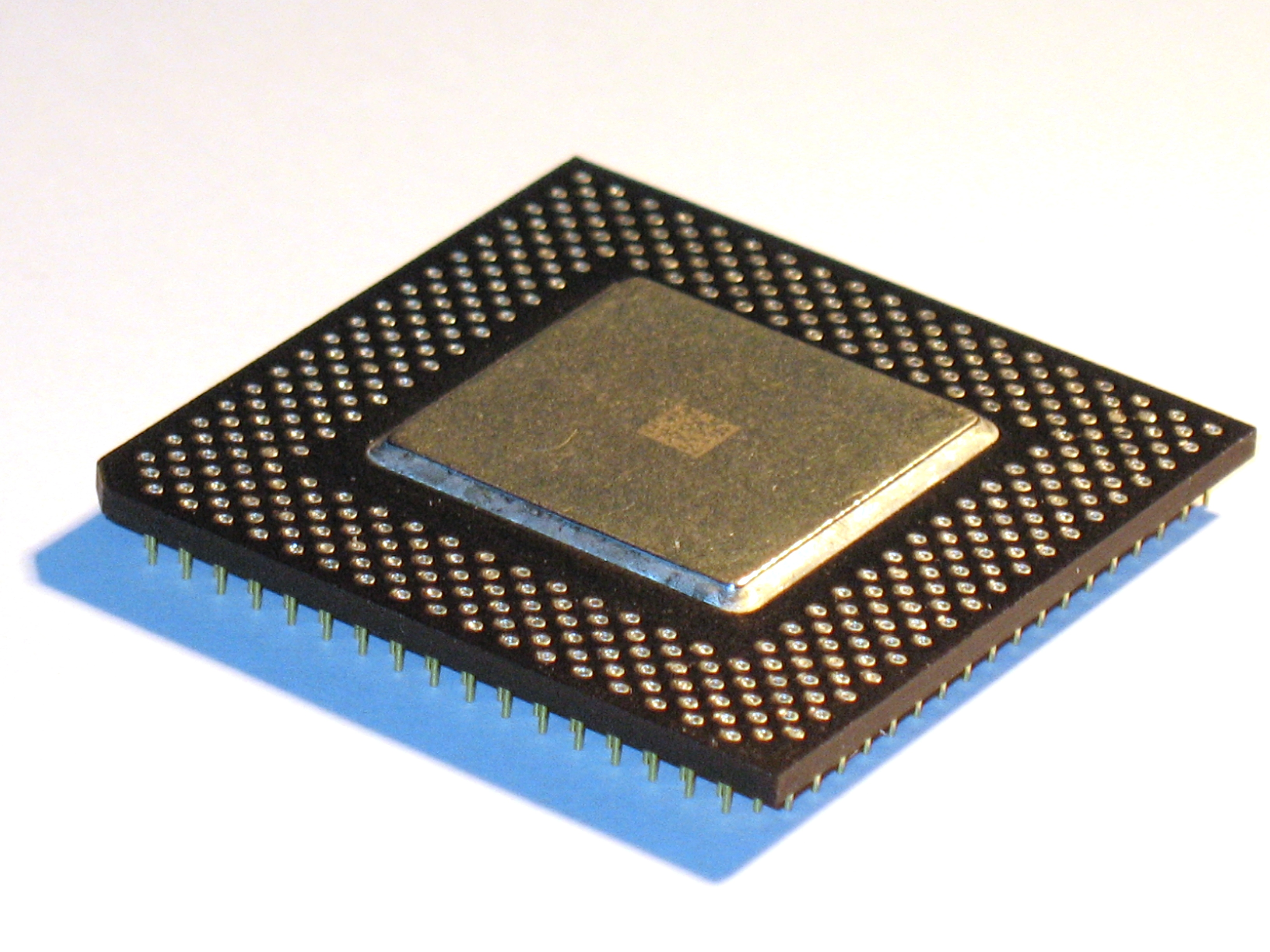
Celeron 400MHzのPPGAパッケージの上面

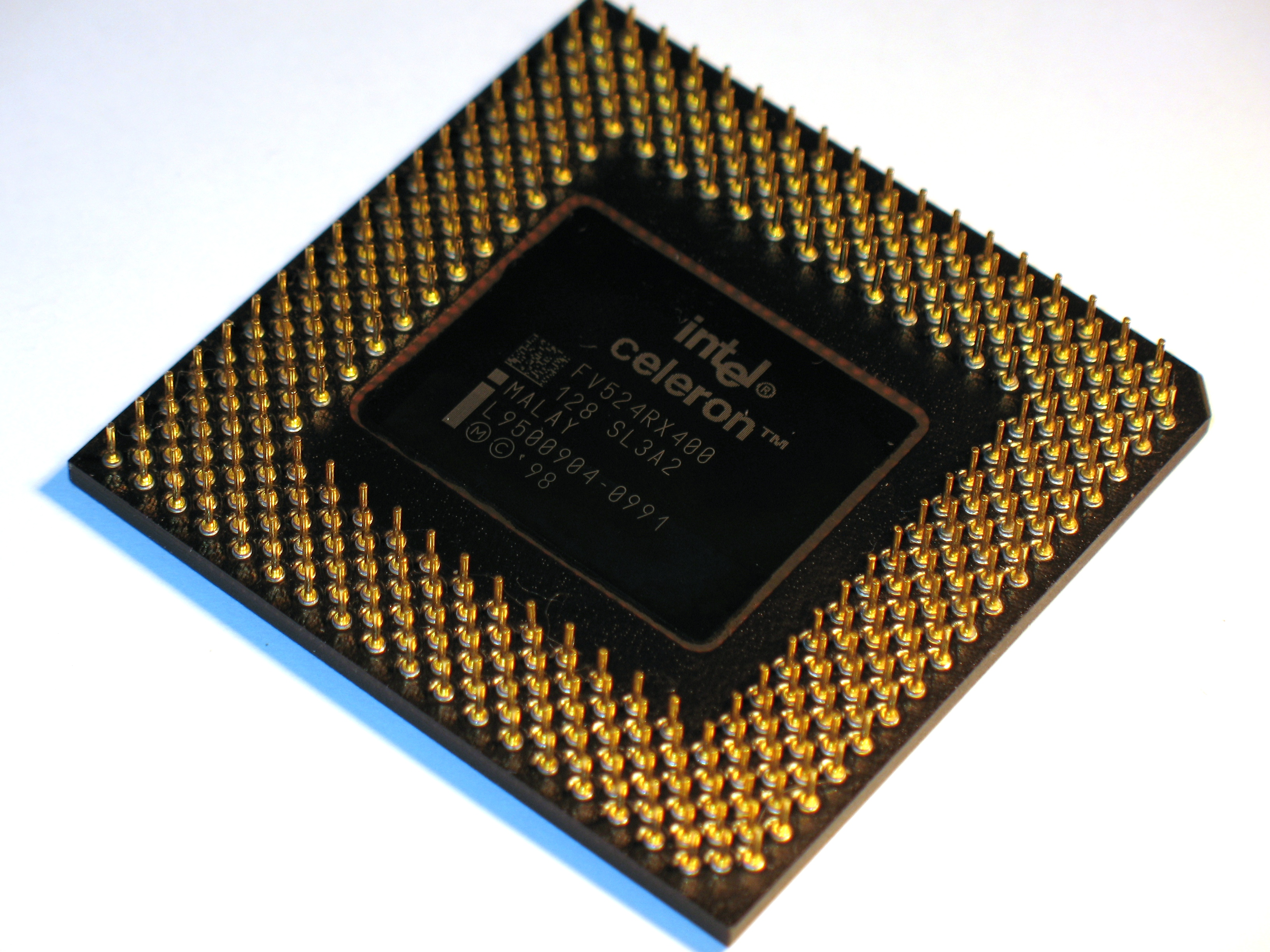
PPGAパッケージのCeleron 400MHzの底面

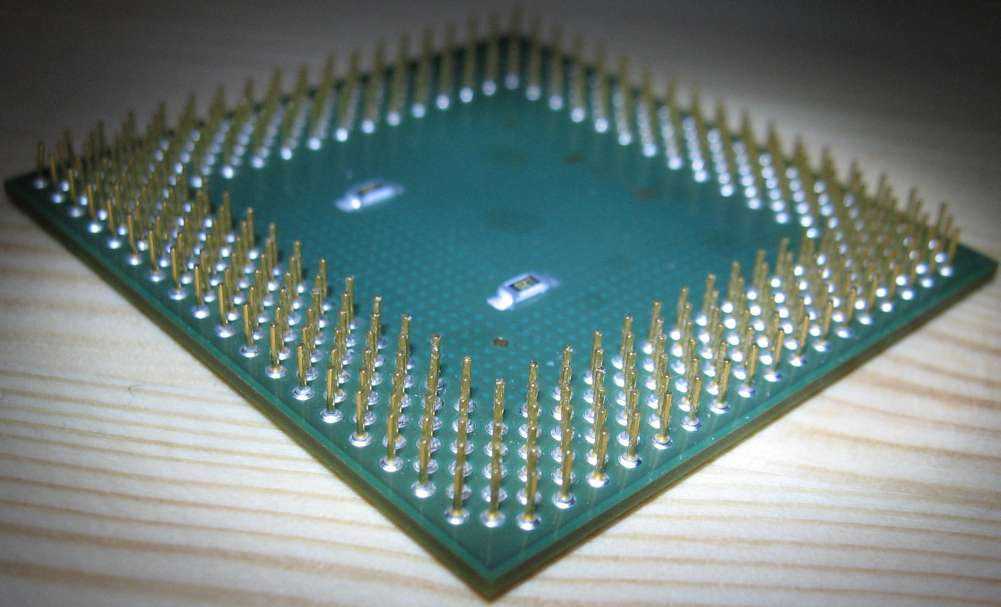
FCPGAパッケージの底面（ダイは逆の面にある）

### CPGA
"Ceramic pin grid array"は、PGA本体がセラミック製である。登場した当初は"C"を付けずに"PGA"と呼ばれていたが、プラスチック・モールド品の登場によって区別するためにメーカーによっては"C"を付けて呼ぶようになった。PGAの登場初期は、外形寸法やピンを打ち込んでも破損や抜けがないようなセラミックの形状精度を保つことが難しく、日本のセラミックメーカー1社の独占市場となった。レーザーマーキングでは良好なコントラストが得られにくい。

#### 使用例
アドバンスト・マイクロ・デバイセズ社のSocket A向けAthlonおよびDuronで使用されていた方式である。AMDのSocket AM2およびSocket AM2+向けプロセッサでも使用されている。AMD社以外のメーカーでも類似のフォームファクタを使用しているものがあるが、公式にCPGAと呼ばれてはいない。

### PPGA
"Plastic pin grid array"は、PGA本体にプラスチック・モールドを用いたものである。製造コストを削減できたが、湿度に対する耐性や温度特性は低下した。セラミックより熱抵抗が高いプラスチックを用いているため、発熱量の大きなICではダイと接触する位置で内部上面にアルミ製の放熱板を備えている。

#### 使用例
インテル社のプロセッサである"Mendocino"コアのSocket 370向けCeleronの後期モデルで使用されていた。Socket 8以前のプロセッサにも同様のフォームファクタを使用したものがあるが、公式にPPGAとは呼ばれていない。

### SPGA
"Staggered Pin Grid Array"は、ピンが千鳥配列になっているPGAを指す。100mil単位と50mil単位の正方ピン配置の中間的な配置となった。正方50milを含めて千鳥配列も、従来の正方100milではピン数が増すに連れてパッケージサイズと基板上の占有面積が過大となり、ピン間隔を狭めることでそれに対応した。

#### 使用例
インテル社のSocket 5およびSocket 7向けプロセッサで使用されていた方式である。Socket 8向けプロセッサの半数でも一部SPGAレイアウトが使用されていた。

### FCPGA
"Flip-chip pin grid array"は、裸のインターポーザ上にフリップチップ実装したダイを樹脂封止し、周囲にピンを打ち込んだものである。フリップチップ技術の実用化によって実現した。放熱のためのヒートシンクなどを外付けする場合に、他の形式ではパッケージ上面がその固定圧力に対抗し支持できたが、FCPGAでは脆弱なダイが外力を直接受ける恐れが高く、バンパーを設けるなどの工夫が求められる。

#### 使用例
インテル社の"Coppermine"コアのSocket 370向けPentium IIIおよび"Celeron"で導入された。後にSocket 478向けPentium 4およびCeleronでも使用され、現在でもインテル社のモバイル向けプロセッサで使用されている。

### OPGA
"Organic Pin Grid Array"は、ピンが挿入された有機プラスチック製のインターポーザー上にダイが実装されているものである。

#### 使用例
AMD社のSocket A向けAthlon XPで導入された方式である。AMDのSocket 754, Socket 939, Socket 940, Socket AM2, Socket AM2+向けプロセッサでも使用されている。